# Hans Watzlik
Hans Watzlik, né à Unterhaid (actuellement Dolní Dvořiště en royaume de Bohême, Autriche-Hongrie) le 16 décembre 1879 et mort le 24 novembre 1948 à Tremmelhausen (aujourd'hui partie de Pettendorf) près de Ratisbonne en Allemagne, est un écrivain allemand des Sudètes.

## Biographie
Hans Watzlik est fils du maître de poste et passe son enfance dans les différentes localités où son père était en service, dans la Forêt de Bohême et à Brüx. Il étudie à Budweis puis à Prague dans le but de devenir enseignant et obtient un poste en 1899 à Andreasberg dans la Forêt de Bohême. Son œuvre littéraire s'inspire de la tradition romantique allemande.
Lors de la crise des Sudètes, à l'automne 1938, il s'installe temporairement en Allemagne.
Pendant les années 1930, il se rapproche de plus en plus de l'idéologie nazie, ce qui se manifeste dans son art. Pour cela, il est emprisonné à Klatovy en 1946 pour une durée de treize mois sur une décision de justice de la Tchécoslovaquie. Il passe les dernières années de sa vie près de Ratisbonne.

## Œuvre (sélection)

### Romans
- Der Alp (1914)
- Phönix (1916)
- O Böhmen! (1917)
- Aus wilder Wurzel (1920)
- Fuxloh (1922)
- Ums Herrgottswort (1926)
- Das Glück von Dürrnstauden (1927)
- Die Fräulein von Rauchenegg (1929)
- Der Pfarrer von Dornloh (1930)
- Die Leturner Hütte. Volksverband der Bücherfreunde, Berlin (1932)
- Der Teufel wildert (1933)
- Die Krönungsoper (1935)
- Der Rückzug der Dreihundert (1936)
- Der Meister von Regensburg (1939, sur Albrecht Altdorfer)
- Die Bärentobler (1941)
- Ein Stegreifsommer (1944)
- Der Verwunschene (1957)

### Nouvelle
- Die romantische Reise des Herrn Carl Maria von Weber (1932). Nouvelle édition sous le titre Romantische Symphonie (1956)

### Récits
- Im Ring des Ossers (1913)
- Die Christnacht der Tiere (nach 1913)
- Stilzel, der Kobold des Böhmerwaldes (1926)
- Nordlicht (1926)
- Der wilde Eisengrein (1927)
- Faust im Böhmerwald (1930)
- Stilzel und der Mühlknecht (1938)
- Hinterwäldler (1941)
- Bayrische Erzählungen (1944)
- Seltsame Begebenheiten aus alter Zeit (1962)

### Contes
- Ridibunz (1927)
- Der Riese Burlebauz (1931)

### Légendes
- St. Gunter in der Wildnis (1926)
- Böhmerwaldsagen (1929)

### Poésie
- Zu neuen Sternen (1919)
- Der flammende Garten (1921)
- Balladen (1938)

### Poèmes et histoires
- Von deutschböhmischer Erde (1915)
- Die Abenteuer des Florian Regenbogner (1919)
- Mein Wuldaland (1925)

### Livres pour la jeunesse
- Erdmut (1935)
- Die Buben von der Geyerflur (1937)

### Théâtre
- Das Sankt-Martini-Haus (1925)

### Livret
- Kranwit (1929), musique de Theodor Veidl